# Bitwa pod Sangarará
Bitwa pod Sangarará – starcie zbrojne, które miało miejsce 18 listopada 1780 pomiędzy Indianami a Hiszpanami w trakcie powstania Tupaca Amaru II (1780–1783).
W listopadzie 1780 r. Hiszpanie wysłali przeciwko armii powstańczej wojska rządowe dowodzone przez Tiburcio Landę, corregidora prowincji Paucartambo. W skład ekspedycji karnej wchodzili Hiszpanie, Kreole i Metysi, a także sprzymierzeńcy indiańscy pod wodzą kacyka Ambrosio Chillitupy. Siły hiszpańskie liczyły ponad 600 ludzi i wyposażone były w dwa działa.
Wieczorem 17 listopada wojska Landy dotarły do górskiej miejscowości Sangarará położonej przy drodze z Cuzco do Potosi. Na wieść o nadciąganiu sił hiszpańskich Tupac Amaru II na czele 6 tys. ludzi skierował się w kierunku Sangarará. Rankiem następnego dnia powstańcy, schodząc z gór, okrążyli Hiszpanów stacjonujących w miasteczku. Wówczas to Hiszpanie i ich sprzymierzeńcy schronili się w murach miejscowego kościoła i okolicznych domach.
Powstańcy otoczyli kościół, wzywając przeciwnika do złożenia broni i proponując mu honorową kapitulację. Hiszpanie odrzucili jednak tę propozycję. W trakcie przygotowań do bitwy w kościele nastąpiła eksplozja zapasów prochu, która zniszczyła dach i ścianę budynku. Landa nakazał wówczas ostrzał eskorty Tupaca Amaru, który spowodował śmierć siedmiu Indian z otoczenia wodza. Próbując wykorzystać zaskoczenie Indian, Landa dał rozkaz do ataku. Doszło do zaciętej walki wręcz, a większość próbujących wyrwać się z okrążenia Hiszpanów została wybita przez powstańców. Pozostali, którym nie udało się przedrzeć z powrotem schronili się w kościele, gdzie zginęli w płomieniach. Z oddziału 604 żołnierzy, ocalało zaledwie 28 rannych Kreolów, którym Tupac Amaru darował życie. W bitwie zginął Tiburcio Landa oraz jego zastępca Escajadilla. Powstańcy mieli 40 zabitych.
W ręce Indian wpadły dwa działa oraz kilkaset sztuk broni palnej.
Zwycięstwo pod Sangarará stało się powodem rozszerzenia powstania na dalsze rejony kraju. Kilka dni później powstańcy zajęli Ocongate, Livitakę i Santo Thomas. W zdobytych miejscowościach Tupac Amaru likwidował hiszpańskich urzędników, zastępując ich indiańskimi wodzami. Kolejne sukcesy wojska powstańcze odniosły w grudniu 1780 r., zajmując miasta w wicekrólestwie La Platy.